# تيروبيتا
تِرُبيتة أو (نقحرة: تيروبيتا) (باليونانية: τυρó ،α، «فطيرة الجبن») هي معجنات يونانية مصنوعة من طبقات من قشور الزبدة ومليئة بخليط الجبن والبيض. يُقدّم إما في شكل حر بحجم فردي مغلف، أو على شكل فطيرة كبيرة مقسمة.
عندما تصنع من جبنة كاسري، يمكن أن تسمى كاسيروبيتا.
سباناكوبيتا تمتلئ بالسبانخ والجبن.

## التاريخ
قد نشأة الأطباق ذات الطبقات مثل تيروبيتا من الخبز المقلي متعدد الطبقات الذي طوره أتراك آسيا الوسطى قبل هجرتهم غربًا إلى الأناضول في أواخر العصور الوسطى (راجع البقلاوة).
يتوقع بعض العلماء بأن كعكة البلاسنتا أو المشيمة اليونانية القديمة (مشيمة الجبن)، أن أصلها روماني شرقي (بيزنطي)، على الرغم من أن الوصفة المسجلة في عهد كاتو الأكبر (160 قبل الميلاد) تصفه على أنه صنف لازانيا حلو:
كيكة أو كعكة بلاسنتا هو طبق يوناني قديم يتكون من طبقات عجين يتخللها مزيج من الجبن والعسل ونكهة أوراق الغار، المخبوزة والمغطاة بالعسل